# カトリーヌ (クレルモン女伯)
カトリーヌ・ド・クレルモン（フランス語：Catherine de Clermont, ? - 1212/3年9月19/20日）は、クレルモン女伯（在位：1191年 - 1212/3年）。

## 生涯
カトリーヌはクレルモン伯ラウール1世とその妃アリックスの長子である。カトリーヌの弟フィリップは父ラウールより先に死去し、カトリーヌが父の跡を継いでクレルモン女伯となった。
カトリーヌはフランス王ルイ7世の孫にあたるブロワ伯ルイ1世と結婚し、3子を産んだ。2子は早世し、ティボー6世がブロワ伯を継承した。